# Neuleutersdorf
Neuleutersdorf ist ein Gemeindeteil von Leutersdorf im Landkreis Görlitz.

## Geografie

### Lage
Neuleutersdorf liegt im südlichen Teil des Landkreises im Neugersdorfer Lössrückengebiet in der Östlichen Oberlausitz. Die Ortslage erstreckt sich südöstlich des Wacheberges zwischen dem Leitengraben und dem Leutersdorfer Wasser.
Nördlich erhebt sich der Wacheberg (452,4 m ü.NN), im Südosten der Große Stein (471 m ü.NN), südlich der Mönchsberg (392,1 m ü.NN) und der Hartheberg (396,6 m ü.NN). Westlich erstreckt sich der Neugersdorfer Stadtwald mit dem Waldbad Silberteich. Nach Süden hin erstreckt eine vom  Leutersdorfer Wasser  durchflossene breite Senke, in der früher der Seifenteich aufgestaut war.  Am südlichen Ortsrand verläuft die Bahnstrecke Mittelherwigsdorf–Varnsdorf–Eibau.

### Straßen
Der Ortsteil wird von den Straßen Seifhennersdorfer Straße, Aloys-Scholze-Straße, Bergstraße, Wiesenweg, Waldweg, Kiesweg, Gartenweg und Grenzweg durchzogen.

### Nachbarorte
| Neuwalde                          | Hetzwalde, Oberleutersdorf                  | Oberleutersdorf         |
| Rumburg                           | Kompassrose, die auf Nachbargemeinden zeigt | Niederleutersdorf       |
| Seifhennersdorf, Volksbadsiedlung | Seifen, Harthe                              | Folge, Spitzkunnersdorf |

## Geschichte

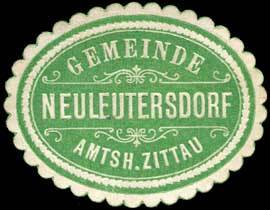
Siegelmarke der Gemeinde Neuleutersdorf - Amtshauptmannschaft Zittau von vor 1923

Nach dem Brand des Meierhofes Niederleutersdorf im Jahre 1777 ließ die Rumburger Herrschaft die Fluren des Vorwerks Niederleutersdorf parzellieren. Die neuen Siedler von "Dörfel" waren größtenteils Katholiken aus der Gegend von Rumburg und Warnsdorf. Damit entstand auf dem Territorium der böhmischen Exklave Leutersdorf die vierte und jüngste politische Gemeinde. Wegen der günstigen Lage unmittelbar an der kursächsischen Grenze wuchs die Siedlung rasch an und wurde als "Neu-Leitersdorf" bezeichnet.
1830 bestand "Neu-Leitersdorf" aus 52 Häusern. Im Ort gab es eine Schule. Die Bewohner von "Neu-Leitersdorf" waren im Gegensatz zu den anderen drei Gemeinden in der Leutersdorfer Exklave Katholiken und nach Warnsdorf gepfarrt. 1834 waren sämtliche der 250 Einwohner von Neuleutersdorf katholisch. Durch den Haupt-Gränz- und Territorial-Recess zwischen dem Königreich Sachsen und Kaisertum Österreich vom 5. März 1848 kam die böhmische Exklave Leutersdorf am 12. März 1849 zu Sachsen. Neuleutersdorf blieb lange selbständig, erst 1922 schloss sich die Gemeinde an Leutersdorf an.

### Verwaltungszugehörigkeit
1706: Leitmeritzer Kreis, 1849: Landgerichtsbezirk Löbau, 1856: Gerichtsamt Großschönau, 1875: Amtshauptmannschaft Zittau, 1952: Kreis Zittau, 1994: Landkreis Löbau-Zittau, 2008: Landkreis Görlitz

### Einwohnerentwicklung
| Jahr | Einwohner  |
| ---- | ---------- |
| 1785 | 41 Häusler |
| 1830 | 360        |
| 1834 | 250        |
| 1871 | 463        |
| 1890 | 505        |
| 1910 | 510        |

## Ortsbild
Neuleutersdorf ist eine Streusiedlung mit Parzellenflur auf Waldhufen. In der Ortslage sind mehrere Umgebindehäuser erhalten.
Die katholische Pfarrkirche Mariä Himmelfahrt wurde 1862 nach Plänen des Zittauer Baumeisters Carl August Schramm, einem Schüler Karl Friedrich Schinkels errichtet. Eine Besonderheit des neogotischen Baus ist die landesweit einmalige Dacheindeckung mit farbigen Biberschwänzen.